# Mouvement pour la démocratie au Liberia
Pour les articles homonymes, voir Model.
Le Mouvement pour la démocratie au Liberia (Movement for democracy in Liberia - MODEL) est un groupe rebelle libérien actif durant l'année 2003, durant la dernière période de la deuxième guerre civile libérienne. Dirigé par Thomas Nimely, ce groupe a été formellement dissous, mais certains de ses membres continuent de jouer un rôle dans la vie politique libérienne.